# Pachystoma
Pachystoma – rodzaj roślin z rodziny storczykowatych (Orchidaceae). Obejmuje 2 gatunki występujące w Azji Południowo-Wschodniej w takich krajach i regionach jak: Andamany, Asam, Bangladesz, Borneo, Kambodża, Chiny, Himalaje, Hajnan, Indie, Jawa, Laos, Małe Wyspy Sundajskie, Malezja Zachodnia, Moluki, Mjanma, Nepal, Nowa Kaledonia, Nowa Gwinea, Nikobary, Filipiny, Celebes, Sumatra, Tajwan, Tajlandia, Wietnam, Terytorium Północne w Australii.

## Systematyka
Rodzaj sklasyfikowany do plemienia Collabieae, podrodzina epidendronowe (Epidendroideae), rodzina storczykowate (Orchidaceae), rząd szparagowce (Asparagales) w obrębie roślin jednoliściennych.
Wykaz gatunków"
- Pachystoma nutans S.C.Chen & Y.B.Luo
- Pachystoma pubescens Blume